# Tuberculatocharax fritzsicki
Tuberculatocharax fritzsicki är en insektsart som beskrevs av Oliver Zompro 2005. Tuberculatocharax fritzsicki ingår i släktet Tuberculatocharax och familjen Bacillidae. Inga underarter finns listade i Catalogue of Life.